# Нортуэст-Арктик
Нортуэст-Арктик (англ. Northwest Arctic Borough, рус. Северо-западное арктическое боро) — одно из боро Аляски (США).

## География
Площадь боро составляет 105 573 км², из них 12 598 км² (ок. 11,9%) занимают открытые водные пространства. Боро образовано 2 июня 1986 года, административный центр — Коцебу. C севера граничит с боро Норт-Слоп, с востока с зоной переписи населения Юкон-Коюкук, юга — с зоной переписи населения Ном (и Юкон-Коюкук, и Ном входят в так называемый Неорганизованный боро), с запада омывается Чукотским морем.

### Охраняемые территории
- Аляскинский морской национальный заповедник (частично на территории округа)
  - Пустошь Шамиссо[англ.]
- Национальный заповедник Беринг-Лэнд-Бридж (частично)
- Кейп-Крузенштерн[англ.]
- «Ворота Арктики» (частично)
  - Пустошь «Ворота Арктики»[англ.]
- Нац. парк Кобук-Валли
- Резерват Коюкук (частично)
- Заповедник Ноатак (частично)
- Резерват Селавик (частично)

Именно в этом регионе, у залива Коцебу, был зарегистрирован самый крупный сухопутный хищник в мире — белый медведь массой 1002 килограмма.

### Населённые пункты
В скобках указано количество жителей на 2010 год
- Коцебу (3201 человек)
- Селавик (829)
- Нурвик (668)
- Ноатак (514)
- Бакленд (416)
- Кивалина (374)
- Кайана (361)
- Ред-Дог-Майн (309)
- Шангнак (262)
- Амблер (258)
- Кобук (151)
- Диринг (122)

## Демография
Расовый состав (2000)
- эскимосы — 82,4 %
- белые — 12,3 %
- афроамериканцы — 0,2 %
- азиаты — 0,9 %
- уроженцы тихоокеанских островов или Гавайев — 0,1 %
- прочие расы — 0,4 %
- смешанные расы — 3,7 %
- латиноамериканцы (любой расы) — 0,8 %

40 % населения используют аляскинско-инуитские и эскимосско-алеутские языки в качестве домашнего языка общения.